# Chiesa di San Giovanni Battista (Marano Ticino)
La chiesa di San Giovanni Battista è la parrocchiale di Marano Ticino, in provincia e diocesi di Novara; fa parte dell'unità pastorale di Oleggio.

## Storia
L'originaria parrocchiale di Marano era la chiesa di San Pietro, di origine medievale e attestata a partire dal XIV secolo.
La chiesa di San Giovanni Battista venne invece edificata nel Seicento.
Il campanile fu costruito nel 1875, con l'inizio dei lavori in primavera e il termine il 7 settembre; il progetto originario, realizzato dal novarese Paolo Rivolta, fu in seguito modificato prima da Anotonio Belotti e poi anche dal capomastro Carlo Vaccaroli.

## Descrizione

### Facciata
La facciata della chiesa, rivolta a occidente, è suddivisa da una cornice marcapiano in due registri, entrambi scanditi da lesene: quello inferiore, in stile tuscanico, è caratterizzato dal portale d'ingresso architravato, mentre quello superiore, d'ordine composito, presenta centralmente una finestra e ai suoi lati due nicchie con statue ed è coronato dal timpano di forma triangolare.
Annesso alla parrocchiale è lo svettante campanile, caratterizzato da eleganti contrafforti angolari ed ispirato in parte alle opere antonelliane e in parte ai canoni dello stile neomedievale; la cella presenta su ogni lato un finestrone protetto da balaustre ed è coronato dalla lanterna.

### Interno
L'interno dell'edificio si compone di un'unica navata, sulla quale si affacciano le cappelle laterali, introdotte da archi a tutto sesto, e le cui pareti sono scandite da lesene con capitelli compositi sorreggenti la cornice modanata e aggettante sopra la quale si imposta la volta a botte; al termine dell'aula si sviluppa il presbiterio, rialzato di tre gradini, delimitato da balaustre e chiuso dall'abside di forma semicircolare.